# Ilex hyreana
Ilex hyreana là một loài thực vật có hoa trong họ Aquifoliaceae. Loài này được Pojark. mô tả khoa học đầu tiên..